# Audiometer

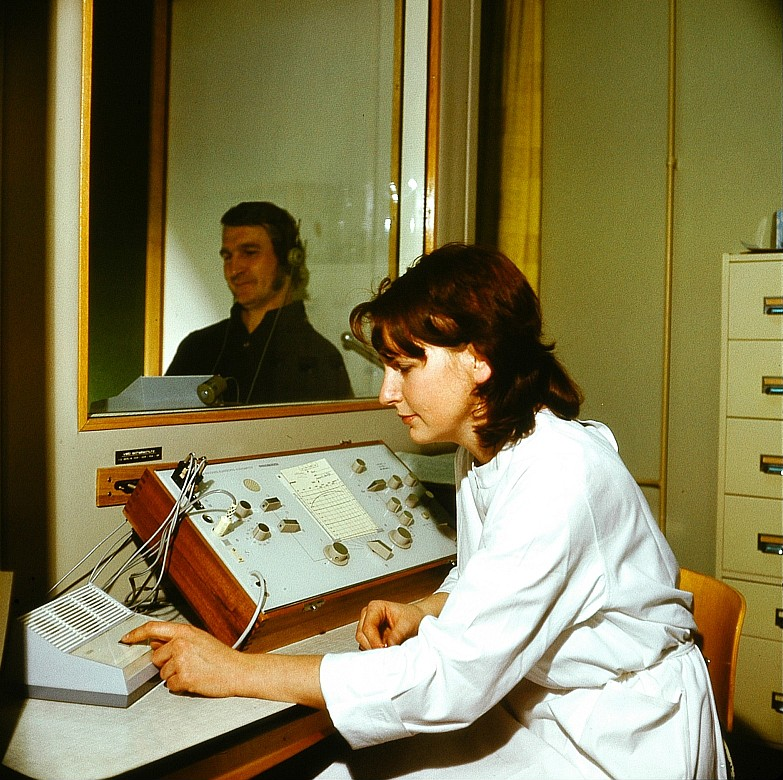
Ärztliche Gehöruntersuchung mit Tonaudiometer der 1970er. Der Proband sitzt in einer Hörkabine.

Ein Audiometer ist ein diagnostisches Gerät zur Bestimmung der menschlichen Hörfähigkeit.
Bei der Hörprüfung werden dem Untersuchten elektronisch erzeugte, wahlweise gepulste Sinustöne verschiedener Frequenz oder genormtes Sprachmaterial über Kopfhörer, Knochenleitungshörer oder Lautsprecher  vorgespielt. Das Gerät besteht im Wesentlichen aus einem Tongenerator, einem Pegelregler, der die stufenweise Verstärkung jedes Tones bis mindestens 80 dB über der normalen Hörschwelle ermöglicht, sowie einem elektroakustischen und optional auch einem elektromechanischen Wandler für die Prüfung der Luft- bzw. Knochenleitung.
Die technischen Normen für Audiometer finden sich im Standard IEC 60645, der genaue Ablauf der Messung ist durch den Standard ISO EN 8253 1-3 festgelegt.
Moderne professionelle Audiometer sind durch Prozessoren gesteuert, mit einfachen software-basierten Geräten können orientierende, weniger genaue Messung durchgeführt werden.
Die neuesten Generationen von PC-Audiometern verbinden Computer und Audiometrie; die erstellten Messwerte können gespeichert oder übergeben werden. Zum Einmessen von Hörgeräten verwendet man dafür NOAHlink, im Bereich der diagnostischen Medizin sind GDT-Schnittstellen üblich.
Mit einem Audiometer können je nach Ausstattung verschiedene Messungen durchgeführt werden. Die wichtigsten sind:
- Tonaudiometrie
- Sprachaudiometrie
- Überschwellige Tests (z. B. SISI-Test, Fowler-Test, Lüscher-Test, Geräuschaudiometrie nach Langenbeck usw.)
- eventuell auch Lautheitsskalierung

Ein Audiometer kann helfen zu analysieren, ob ein Hörverlust seine Ursache im Außenohr, Mittelohr, Innenohr oder Hörnerven hat.
Audiometer unterliegen in Deutschland einer messtechnischen Kontrolle (MTK), gemäß § 14 der Medizinprodukte-Betreiberverordnung durch einen zugelassenen Wartungsdienst, der die Richtigkeit und Vergleichbarkeit der gemessenen Werte garantiert. Der ISO-Standard 389 1-3 gibt die Prozeduren für die verschiedenen Typen von Kopfhörern.